# Robert La Caze
Robert La Caze (París, 26 de febrero de 1917-Lo Canet, 1 de julio de 2015) fue un piloto de automovilismo francés pero con pasaporte marroquí.
Debutó en la undécima y última carrera de la temporada 1958 (la novena temporada de la historia) del campeonato mundial de Fórmula 1, disputada el 19 de octubre, la única edición de la historia del Gran Premio de Marruecos en el Circuito de Ain-Diab. Robert La Caze acabó en la decimocuarta posición (tercero de la F2) y no consiguió ningún punto en la clasificación del campeonato del mundo.
Fuera de Marruecos, La Caze compitió en la Mille Miglia, las 24 Horas de Le Mans y el Tour de Francia Automovilístico.

## Resultados

### Fórmula 1
(Clave) (negrita indica pole position) (cursiva indica vuelta rápida)

| Año     | Escudería      | 1   | 2   | 3   | 4   | 5   | 6   | 7   | 8   | 9   | 10  | 11     | Pos. | Puntos |
| ------- | -------------- | --- | --- | --- | --- | --- | --- | --- | --- | --- | --- | ------ | ---- | ------ |
| 1958    | Robert La Caze | ARG | MON | NED | 500 | BEL | FRA | GBR | GER | POR | ITA | MAR 14 | NC   | 0      |
| Fuente: |                |     |     |     |     |     |     |     |     |     |     |        |      |        |